# معدن عشم الأثري
هو منجم ذهب تاريخي ويقع في قرية عشم في محافظة القنفذة في منطقة مكة المكرمة غرب المملكة العربية السعودية .

## التسمية
عَشَم: بالتحريك, عين مهملة مفتوحة , بعدها شين معجمة مفتوحة و آخره ميم, واسم عشم لا يزال معروفًا في تلك الناحية حتى وقتنا الحاضر.

## الموقع
معدن عشم الاثري أحد مخاليف مكة التهامية على بعد حوالي تسعة عشر مترًا إلى الشرق من بلدة المضيلف الحالية, إحدى المراكز الإدارية في محافظة القنفذة, على خط الطول 12 و 41 و خط العرض 35 و 19 تقريبا. حيث تظهر آثار التعدين التي تنتشر في معظم أرجاء الموقع .

## الوصف
عشم معدن ذهب أشهر المعادن الذهبية في جنوب المملكة العربية السعودية على الإطلاق و كان معمورًا و مستخدمًا قبل الإسلام حتى عصر الدولة العباسية.

## قالوا عنه
- وصفة الهمداني وصفًا يدل على أهميته بين المعادن المعلومة في العصر العباسي العربي لما يتميز به من النوعية والجودة في ذهبه, إضافة إلى غزارة انتاجه حيث قال : فأما المعادن المعلومة فمعدن عشم من أرض كنانة , وأحسبه ينسب غلى عَشَم من قضاعة , لأنه يقال : معدن عشم, وذهبه أحمر جيد, يأتي رطله بعيار العلوي مئة دينار مطوقة و أربعة دنانير و هو جيد غزير .[5] وفي موضع آخر يؤكد الهمداني تفوق معدن عشم على جميع معادن تلك المنطقة صراحة , عند وصفه لذهب معدن ضنكان , حيث قال : وهو دون معدن عشم في جودة الذهب.[5] وهذه دلالة واضحة أن شهرته و جودة ذهبة وغزارة معدنه تفوق الكثير من معادن الذهب في المملكة العربية السعودية خلال العصر العباسي .[6]

## التنقيب بالموقع
ومن خلال معاينة رمال عشم يوضح أنها تعد تربة زجاجية مقارنة بالعديد من المواقع العالمية الأخرى، كما أنها تؤكد هذه الرمال أن عشم غنية بالمعادن النفيسة ومن أهمها الألماس والذهب والنحاس، كما أنها منطقة متقدمة علميا لوجود الأفران المتخصصة لصناعة الزجاج الملون المنتشر في أرجائها، وبنيت بيوت عشم بالحجارة البركانية التي يغلب عليها اللون الأسود ورصفت الكتل الصخرية بعضها فوق بعض دون استخدام المونة، ويصل عدد بيوت القرية إلى حوالي مائة بيت بعضها يتكون من غرفة واحدة والبعض الآخر يتكون من غرف متعددة، ويوجد فيها مقبرة تقع شرق القرية القديمة تبلغ مساحتها 150 متر في 150 متر، حيث تم العثور على 26 شاهدا مكتوبا بالخط الكوفي بنوعيه الغائر والبارز، وعثر في عشم على أعداد كبيرة من الكسر الفخارية التي تعود لفترات ما قبل الإسلام وحتى القرن الخامس الهجري بعد الإسلام، إلا أن السيول جرفت القطع الفخارية وكذلك الزجاجية المنقوشة والملونة إلى خارج السياج الحديدي الذي يحيط بهذا الموقع، كما أن عظام الأموات في تلك المقابر الأثرية أصبحت خارج القبور بعد أن جرفتها السيول.